# EUE/Screen Gems
La EUE/Screen Gems LTD possiede e gestisce gli impianti di produzione cinematografica e televisiva di Wilmington e New York.
Gli studi di Wilmington sono i più grandi impianti di produzione negli Stati Uniti al di fuori della California. Le visite sono possibili ogni week-end per un piccolo prezzo e spesso includono la visita al set di produzione della serie televisiva One Tree Hill.
Una divisione della EUE/Screen Gems collabora con le sedi globali e con le agenzie pubblicitarie per lo sviluppo, la produzione, la commercializzazione e la distribuzione di filmati di intrattenimento per tutti i media - compresi teatri, cinema, televisione, e contenuti digitali per il Web e le piattaforme mobili.

## Storia
Gli EUE/Screen Gems Studios di Wilmington, furono costruiti da Dino De Laurentiis nel 1984. Essi operavano sotto il nome di DEG (De Laurentiis Entertainment Group), fino al 1990 quando furono acquistati dalla Carolco (produttrice dei film di Terminator).
George Cooney, proprietario della EUE/Screen Gems, acquistò gli studi di Wilmington nel 1996 e li rinominò EUE/Screen Gems Studios. Nel 1998, è stato costruito un nono capannone a Wilmington e recentemente sono stati acquistati 4 ettari adiacenti per future espansioni.
Nel 1965 la Columbia Pictures acquista il 50 per cento della società EUE (Elliot Unger and Elliot) con sede a New York; Steve Elliot e suo fratello dirigevano la compagnia, Unger invece gestiva il business (a quel tempo la Screen Gems era stata la divisione di produzione televisiva della Columbia Pictures). La società commerciale fu incorporata all'interno della divisione televisiva e rinominata EUE/Screen Gems.
Nel 1982, la Columbia fu venduta alla Coca-Cola. Quindi la EUE/Screen Gems e l'impianto di produzione di New York furono venduti per lungo tempo all'esecutivo della Columbia Pictures, George Cooney.

## Filmografia
- Le serie di The CW Television Network One Tree Hill e Dawson's Creek e più di 300 film, pubblicità e progetti televisivi sono stati girati negli studio di Wilmington.
- Il talk show Rachael Ray è stato prodotto per la CBS Television Distribution negli impianti di New York che hanno ospitato centinaia di produzioni a partire dal 1965.